# Alcippe brunnea
Az Alcippe brunnea a madarak osztályának verébalakúak (Passeriformes) rendjébe és a Pellorneidae családjába tartozó faj.

## Rendszerezése
A fajt John Gould angol ornitológus írta le 1863-ban. Besorolás vitatott, egyes szervezetek a Schoeniparus nembe sorolják Schoeniparus brunneus néven.

## Alfajai
- Alcippe brunnea arguta (Hartert, 1910)
- Alcippe brunnea brunnea brunnea Gould, 1863
- Alcippe brunnea brunnea olivacea Styan, 1896
- Alcippe brunnea brunnea superciliaris (David, 1874)
- Alcippe brunneaAlcippe brunnea weigoldi (Stresemann, 1923)[1]

## Előfordulása
Délkelet-Ázsiában, Kína és Tajvan területén honos. A természetes élőhelye a szubtrópusi vagy trópusi síkvidéki- és hegyi esőerdők, valamint mérsékelt övi erdők és cserjések. Állandó, nem vonuló faj.

## Megjelenése
Testhossza 13-13,5 centiméter, testtömege 15-23 gramm.

## Életmódja
Rovarokkal, csigákkal és magvakkal táplálkozik.